# Primeira Liga 1934-35
La Primeira Liga 1934-35 fue la primera edición de la categoría de primer nivel de fútbol en Portugal. Antes de la reforma del fútbol portugués en 1938, era una competencia experimental y los ganadores del torneo fueron nombrados "campeones de la liga". A pesar de eso, un campeonato de Portugal en un formato de copa era el más popular y definía al campeón portugués.

## Tabla de posiciones
| Pos. | Equipo               | Pts. | PJ | G  | E | P  | GF | GC | Dif. | Clasificación   |
| ---- | -------------------- | ---- | -- | -- | - | -- | -- | -- | ---- | --------------- |
| 1    | Porto (C)            | 22   | 14 | 10 | 2 | 2  | 43 | 19 | +24  | Campeón de Liga |
| 2    | Sporting CP          | 20   | 14 | 8  | 4 | 2  | 39 | 20 | +19  |                 |
| 3    | Benfica              | 19   | 14 | 8  | 3 | 3  | 41 | 23 | +18  |                 |
| 4    | Belenenses           | 18   | 14 | 8  | 2 | 4  | 45 | 20 | +25  |                 |
| 5    | Vitória Setúbal      | 16   | 14 | 7  | 2 | 5  | 26 | 24 | +2   |                 |
| 6    | União Lisboa         | 8    | 14 | 3  | 2 | 9  | 30 | 49 | −19  |                 |
| 7    | Académico            | 6    | 14 | 2  | 2 | 10 | 20 | 54 | −34  |                 |
| 8    | Académica de Coimbra | 3    | 14 | 1  | 1 | 12 | 14 | 49 | −35  |                 |

 Fuente: RSSSF
|                            |
| Campeón FC Porto 1° título |

## Resultados
| Local \ Visitante    | ACC | ACD | BEL | BEN | POR | SCP | UNI | VIT |
| -------------------- | --- | --- | --- | --- | --- | --- | --- | --- |
| Académica de Coimbra | —   | 2–1 | 0–5 | 2–2 | 2–4 | 0–6 | 1–3 | 0–1 |
| Académico            | 3–2 | —   | 3–2 | 1–4 | 0–3 | 2–3 | 3–3 | 3–6 |
| Belenenses           | 4–0 | 7–0 | —   | 2–1 | 1–1 | 1–1 | 7–3 | 3–0 |
| Benfica              | 4–1 | 7–2 | 5–3 | —   | 3–0 | 1–1 | 2–1 | 3–1 |
| Porto                | 7–1 | 7–0 | 1–0 | 2–1 | —   | 4–2 | 7–4 | 3–2 |
| Sporting CP          | 5–1 | 3–0 | 1–3 | 3–1 | 2–2 | —   | 5–0 | 1–1 |
| União Lisboa         | 1–0 | 5–2 | 2–6 | 2–2 | 0–2 | 4–5 | —   | 1–3 |
| Vitória Setúbal      | 3–2 | 0–0 | 2–1 | 2–5 | 1–0 | 0–1 | 4–1 | —   |